# Château Bouscaut
Le château Bouscaut est un domaine viticole situé à Cadaujac, en Gironde. Situé en AOC pessac-léognan, il est classé grand cru dans le classement des vins de Graves, et ses vins sont certifiés bio depuis 2024.

## Histoire du domaine

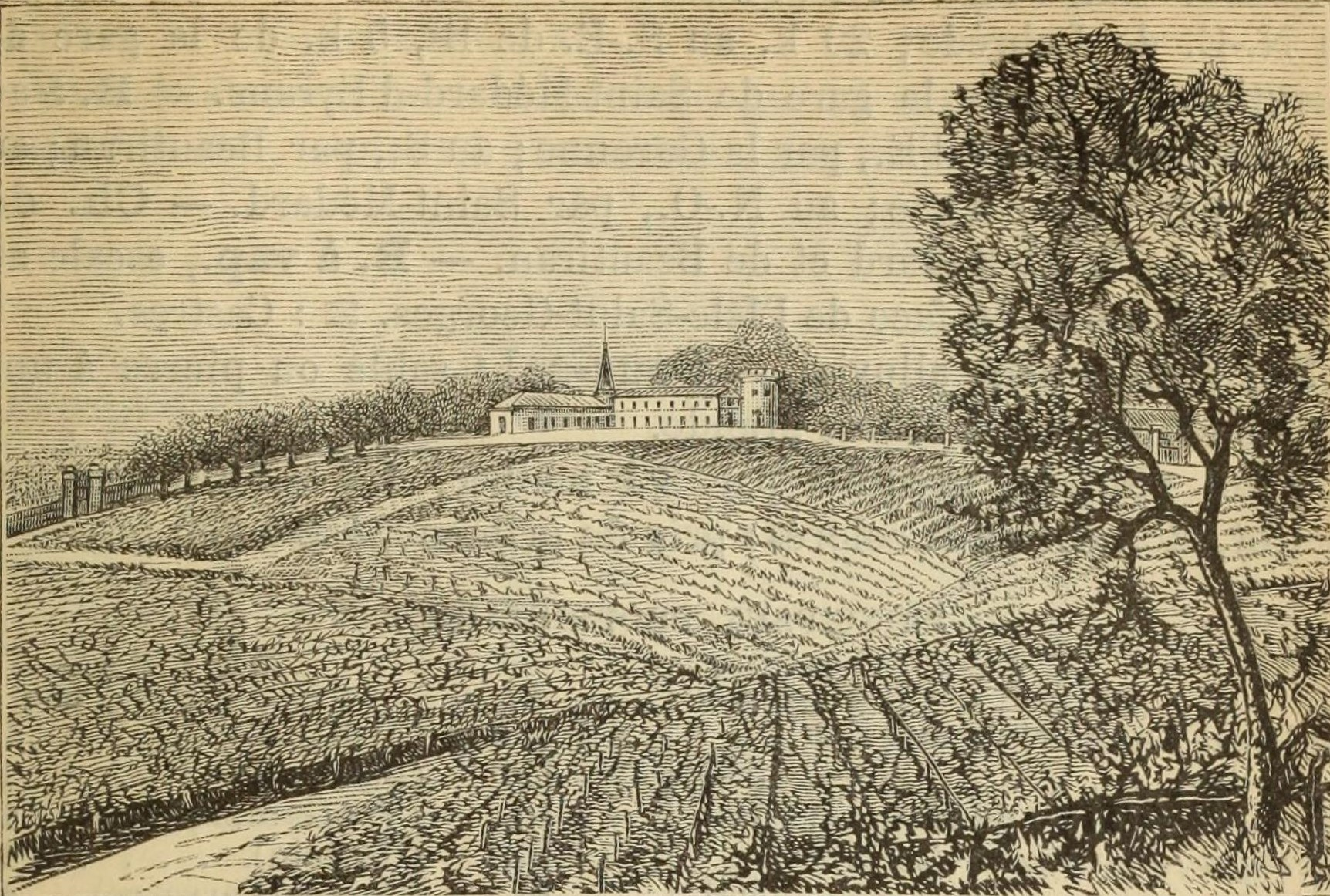
Illustration du Château Bouscaut en 1886.

Le domaine, qui s'appelait initialement Haut-Truchon, se développe au XVIIe siècle. Entre 1868 et 1874, son propriétaire Monsieur Courtade de Moussaron y produit vingt-cinq à quarante tonneaux par an.
En 1876, le domaine adopte le nom de son lieu-dit et devient Château Bouscaut. Avant la Première Guerre mondiale, le vignoble est cité comme propriété modèle par la Chambre d'Agriculture[réf. nécessaire].
Le Comte Olivier de Rivaud et Victor Place acquièrent le domaine en 1925 de Rivaud et entreprennent les premières rénovations : modernisation des chais et drainage du vignoble. Ils réhausse aussi la chartreuse et y ajoute une tour en 1930. Afin de produire davantage de vin, les propriétaires adjoignent au vignoble le Château Valoux en 1929.
Victor Place rachète la part de son associé par la suite. Son fils Robert lui succède après la Seconde Guerre mondiale. En 1953, le domaine reçoit le titre de Cru Classé de Graves pour ses vins blancs et rouges. En 1962, le château est détruit par un incendie et reconstruit à l'identique.
De 1968 à 1979, le domaine est la propriété de plusieurs investisseurs américains menés par Charles Wohlstetter, président de Continental Telephone, et Howard Sloan, assureur spécialisé dans les œuvres d’art.
Il est ensuite acquis par Lucien et Marie-Jeanne Lurton, propriétaires entre autres du Château Brane-Cantenac à Margaux. En 1992, ils lèguent leurs châteaux à leurs enfants. Leur fille Sophie hérite du domaine. Elle en tient désormais les rênes avec son mari Laurent Cogombles. En 1999, elle y incorpore le 9 hectares du Château Lamothe-Bouscaut, également situé à Cadaujac.
Un nouveau chai à barriques pour les vins rouges est inauguré en 2010. Œuvre de l'architecte Arnaud Boulain, il s’étend sur trois cents mètres carrés. Ses murs en béton brut sont recouverts à l’extérieur d’anciennes douelles de barriques teintées.

## Terroir
Le terroir est constitué de terres argilo-graveleuses sur socle calcaire. Les vins rouges sont constitués de merlot à plus de 50 %, de cabernet sauvignon à 40 % et enfin une petite partie de malbec ou côt. Les vins blancs sont élaborés à partir du sémillon à 50 % et du sauvignon à 50 %.

## Vin
Le château Bouscaut produit 100 000 bouteilles du premier vin rouge et 20 000 de premier vin blanc Château Bouscaut. Le second vin Les Chênes de Bouscaut est produit à 60 000 en rouge et 25 000 en blanc. Le domaine produit également les châteaux voisins Lamothe-Bouscaut (acquis en 1999) et Valoux (rattaché à Bouscaut en 1929).
Labellisé HVE3 en 2018, le château Bouscaut se convertie au bio, dont le label est planifié pour 2024. Les vendanges sont manuelles et parcellaires.

## Dans la culture populaire
Un cheval du nom de Château Bouscaut (en) gagne en 1930 un grand prix de Maisons-Laffitte. Un grand prix se court encore aujourd'hui à Saint-Cloud sous le nom de Château Bouscaut.